# نادي المصلحة
نادي المصلحة الرياضي هو فريق كرة قدم عراقي يقع مقره في بغداد، ويلعب في الدوري العراقي الدرجة الثالثة.

## التاريخ الإداري
- حيدر محمد

## روابط خارجية
- نادي المصلحة على Goalzz.com
- أندية العراق - تواريخ التأسيس